# Ms. Marvel (miniserie televisiva)
Ms. Marvel è una miniserie televisiva statunitense del 2022 ideata da Bisha K. Ali per Disney+ e basata sull'omonimo personaggio di Marvel Comics, ambientata nel Marvel Cinematic Universe (MCU), in continuità con i film del franchise.

## Trama
Kamala Khan, una ragazza sedicenne pakistana musulmana che vive nel New Jersey, è un'accanita fan degli Avengers, soprattutto di Captain Marvel, e passa gran parte del suo tempo facendosi fantasie per sfuggire alla sua monotona vita quotidiana. Tutto cambia quando trova un bracciale in grado di donarle poteri mistici, che la porta a decidere di diventare un eroe come i supereroi che ha sempre ammirato.

## Puntate
| nº | Titolo         | Pubblicazione  |
| -- | -------------- | -------------- |
| 1  | Generation Why | 8 giugno 2022  |
| 2  | Crushed        | 15 giugno 2022 |
| 3  | Destined       | 22 giugno 2022 |
| 4  | Seeing Red     | 29 giugno 2022 |
| 5  | Time and Again | 6 luglio 2022  |
| 6  | No Normal      | 13 luglio 2022 |

### Generation Why
- Diretta da: Adil El Arbi e Bilall Fallah
- Scritta da: Bisha K. Ali

Trama
Kamala Khan è una liceale sedicenne fan degli Avengers, in particolare di Carol Danvers / Captain Marvel. Dopo aver fallito un esame di guida, progetta di partecipare ad una convention per fan degli Avengers chiamata "AvengerCon" con il suo migliore amico Bruno Carrelli, ma i suoi genitori glielo proibiscono. Kamala decide di andarci di nascosto per partecipare ad una gara di cosplay travestita da Captain Marvel e indossa un bracciale dorato appartenuto alla sua bisnonna per dare un tocco personale al costume; sul palco, il bracciale le dona il potere di creare costrutti di energia cosmica e la ragazza causa involontariamente il caos, riuscendo però a usare la sua nuova abilità per salvare una compagna di classe, Zoe Zimmer. Bruno riaccompagna Kamala a casa e la madre la rimprovera per averle disubbidito, affermando che deve smetterla di vivere nelle fantasie se vuole trovare il suo posto nel mondo.
In una scena durante i titoli di coda, gli agenti del Damage Control P. Cleary e Sadie Deever guardano un video online su Kamala che manifesta i suoi poteri all'AvengersCon e decidono di prelevare la ragazza per scoprirne di più.

### Crushed
- Diretta da: Meera Menon
- Scritta da: Kate Gritmon

Trama
Kamala inizia ad allenare i suoi nuovi poteri con l'aiuto di Bruno, il quale deduce che essi sono stati semplicemente sbloccati dal bracciale, ma provengono direttamente da Kamala. Nakia Bahadir, la migliore amica di Kamala e Bruno, decide di candidarsi alle elezioni per entrare nel consiglio della moschea così da migliorare la situazione delle donne, mentre Kamala si infatua e stringe amicizia con Kamran, un nuovo studente pakistano inglese, ma il loro nuovo legame porta Bruno a ingelosirsi. Il bracciale dà a Kamala delle visioni di una donna misteriosa e per capire cosa significhino la ragazza cerca di sapere di più sulla sua bisnonna Aisha, originale proprietaria del bracciale, ma nella comunità tutti si rifiutano di parlare di lei in quanto si dice che in passato ha portato disonore alla famiglia della madre di Kamala. Cleary e Deever interrogano Zoe per scoprire l'identità della sua salvatrice all'AvengersCon, per poi ordinare un pattugliamento nell'area di Jersey City, in particolar modo concentrandosi sulla comunità dell'Asia meridionale. All'annuale celebrazione dell'Id al-adha, Kamala si maschera e riesce a salvare un ragazzo che rischia di precipitare da un minareto, ma ha un'altra visione della donna misteriosa ed è costretta a fuggire dagli agenti della Damage Control che cercano di catturarla. La ragazza viene portata in salvo da Kamran, che le presenta sua madre, la stessa donna che Kamala vedeva nelle sue visioni.

### Destined
- Diretta da: Meera Menon
- Scritta da: Freddy Syborn (soggetto); Freddy Syborn, AC Bradley e Matthew Chauncey (sceneggiatura)

Trama
Najma, la madre di Kamran, spiega a Kamala che lei, il figlio e altri individui sono in realtà dei djinn che formano il gruppo dei ClanDestine, un gruppo di esseri mistici provenienti da un'altra dimensione che sono in cerca del bracciale per tornare a casa. Kamala accetta di aiutarli, ma si preoccupa delle eventuali conseguenze pericolose; pertanto, i ClanDestine irrompono al matrimonio del fratello di Kamala con l'intento di sopraffare la ragazza con la forza e lei li combatte con l'aiuto di Bruno e Kamran. Najma cerca di usare il bracciale, e, mentre lei e Kamala hanno la visione di un treno, intervengono gli agenti del Damage Control, che arrestano tutti i ClanDestine incluso Kamran; Kamala e Bruno scappano e Nakia scopre i poteri di Kamala. Tornata a casa, Kamala viene contattata da sua nonna Sana, che, venuta a sapere della visione del treno, insiste affinché venga da lei in Karachi per dirigersi ad Amritsar.

### Seeing Red
- Diretta da: Sharmeen Obaid-Chinoy
- Scritta da: Sabir Pirzada (soggetto); Sabir Pirzada, AC Bradley e Matthew Chauncey (sceneggiatura)

Trama
Kamala e Muneeba si recano a Karachi e si riuniscono con Sana. Sana in seguito rivela a Kamala che il bracciale sta cercando di trasmettere un messaggio attraverso la visione di un treno. Il giorno successivo, una Kamala mascherata va alla stazione ferroviaria per indagare. Viene attaccata da un misterioso vigilante armato di pugnali rossi, che crede erroneamente che Kamala sia una dei ClanDestine. Il vigilante Kareem in seguito riporta Kamala al nascondiglio dei Pugnali Rossi, dove Kamala apprende dal loro leader Waleed che i ClanDestine (a sua detta autodefinitisi djinn) stanno cercando di rompere il Velo di Noor, che separa la loro dimensione dal mondo umano, senza però sapere che questa si espanderebbe distruggendo ogni cosa. Nel mentre, i ClanDestine riescono a fuggire dalla prigione Supermax del Damage Control, in cui Najma decide di abbandonare Kamran per la sua scelta di aiutare Kamala. Kamala inizia ad allenarsi con i pugnali rossi per padroneggiare i suoi poteri, ma durante uno degli allenamenti vengono interrotti dai ClanDestine. Durante l'inseguimento che ne sussegue, Waleed viene ucciso mentre cerca di proteggere Kamala e Kareem, e mentre i due respingono i ClanDestine, uccidendone due, Najma colpisce il bracciale di Kamala, mandandola in una visione della notte della partizione dell'India.

### Time and Again
- Diretta da: Sharmeen Obaid-Chinoy
- Scritta da: Fatimah Asghar

Trama
Nel 1942 in India, Aisha fugge dagli assalitori e si rifugia in un villaggio. Hasan, un attivista per l'indipendenza indiana, le offre cibo e riparo. Si innamorano e hanno una figlia, Sana. 5 anni dopo, Najma rintraccia Aisha e le ordina di recuperare il bracciale. Aisha lascia il bracciale a Sana e tenta di fuggire nella nuova nazione del Pakistan con la sua famiglia, ma Najma la rintraccia e la accoltella. Hasan e Sana sono separati nel caos. Kamala si ritrova in grado di interagire con Aisha, che le chiede di guidare Sana sul treno. Evocando una proiezione di stelle che conduce Sana da suo padre, Kamala si rende conto che è stata lei a riunire misteriosamente Sana e Hasan in passato. Tornando al presente, scopre che il colpo di Najma aveva aperto il Velo di Noor, ma vaporizza chiunque interagisca con esso. Najma si sacrifica per chiudere il velo, trasferendone il potere a Kamran prima di morire. Sana e Muneeba ritrovano Kamala e quest'ultima accetta i poteri di sua figlia. Nel frattempo, Bruno fa rifugiare Kamran a casa sua, ma vengono attaccati da un drone del Damage Control; improvvisamente, Kamran scatena un'esplosione di potere dalle sue mani, che distrugge sia il drone che inavvertitamente il negozio sotto di loro.

### No Normal
- Diretta da: Adil El Arbi e Bilall Fallah
- Scritta da: Will Dunn (soggetto); Will Dunn, AC Bradley e Matthew Chauncey (sceneggiatura)

Trama
Bruno e Kamran sfuggono al Damage Control e chiedono aiuto a Kamala e Nakia. Kamala ottiene un nuovo costume dalla madre e si trova a scuola con Bruno, Kamran, Nakia, Zoe e suo fratello Amir, dove il gruppo organizza un piano per permettere a Kamran di scappare. Durante lo scontro, Kamran apprende della morte della madre e per la rabbia comincia ad attaccare i membri del Damage Control; Kamala però riesce a convincerlo a non perdere il controllo, spiegandogli che Najma si è sacrificata per chiudere il velo, aiutandolo poi a fuggire con il sostegno degli abitanti di Jersey City, che acclamano la ragazza come loro nuova supereroina e costringendo il Damage Control a ritirarsi. Una settimana dopo, Kamran raggiunge Kareem e i Pugnali Rossi per farsi aiutare da loro, mentre Kamala decide di adottare l'alias di Ms. Marvel (dal significato arabo del suo nome) e si ricongiunge con Nakia e Bruno, il quale le rivela che i suoi geni hanno una sorta di mutazione.
In una scena durante i titoli di coda (diretta da Nia DaCosta), Kamala si trova nella sua stanza quando il bracciale si attiva e la teletrasporta via; al suo posto compare Carol Danvers.

## Personaggi e interpreti
- Kamala Khan / Ms. Marvel, interpretata da Iman Vellani, doppiata da Sara Labidi-
Studentessa pakistana di 16 anni di Jersey City, aspirante artista e appassionata giocatrice, il suo idolo è Captain Marvel. Khan acquisisce la capacità di usare l'energia cosmica grazie ad un bracciale magico ereditato dalla bisnonna.
- Bruno Carrelli, interpretato da Matt Lintz, doppiato da Lorenzo Crisci
Il migliore amico di Kamala.
- Kareem / Red Dagger, interpretato da Aramis Knight, doppiato da Federico Campaiola
Membro dei Pugnali Rossi.
- Muneeba Khan, interpretata da Zenobia Shroff, doppiata da Valeria Vidali
Madre di Kamala e moglie di Yusuf.
- Yusuf Khan, interpretato da Mohan Kapur, doppiato da Alessio Cigliano.
Padre di Kamala e marito di Muneeba.
- Aamir Khan, interpretato da Saagar Shaikh, doppiato da Emanuele Ruzza.
Fratello maggiore di Kamala.
- Nakia Bahadir, interpretata da Yasmeen Fletcher, doppiata da Veronica Benassi.
Amica intima di Kamala.
- Kamran, interpretato da Rish Shah, doppiato da Matteo Liofredi.
Un ragazzo per cui Kamala ha una cotta e membro dei ClanDestine.
- Najma, interpretata da Nimra Bucha, doppiata da Irene Di Valmo.
Madre di Kamran e leader dei ClanDestine.
- Zoe Zimmer, interpretata da Laurel Marsden, doppiata da Margherita De Risi.
La ragazza più popolare del liceo di Kamala e influencer dei social media.

Fanno parte del cast anche Adaku Ononogbo nel ruolo di Fariha, Arian Moayed come l'agente della Damage Control P. Cleary, che aveva già interpretato in Spider-Man: No Way Home, Alysia Reiner nel ruolo di Sadie Deever, un'altra agente della Damage Control, Laith Naki nei panni dello sceicco Abdullah, mentore religioso di Kamala e imam di Jersey City, Fawad Khan come Hasan, Azher Usman nel ruolo di Najaf, un venditore di cibo halal che conosce Kamala, Travina Springer nei panni di Tyesha Hillman, cognata di Kamala e moglie di Aamir; infine, Anjali Bhimani interpreta zia Ruby, Mehwish Hayat Aisha, la bisnonna di Kamala, e Samina Ahmad interpreta Sana, nonna di Kamala.
Nella serie hanno un cameo anche Sana Amanat, dirigente della Marvel Comics nonché co-ideatrice dello stesso personaggio di Ms. Marvel e G. Willow Wilson, tra gli invitati al matrimonio di Amir e Tyesha. Brie Larson torna nel ruolo di Carol Danvers in un cameo non accreditato nella scena durante i titoli di coda dell'episodio No Normal.

## Produzione

### Sviluppo
Nel settembre del 2018, i Marvel Studios hanno iniziato a sviluppare diverse miniserie per il servizio di streaming della Disney (Disney+), incentrate sui personaggi secondari dei film del Marvel Cinematic Universe. Alcuni degli attori sono stati richiamati per riprendere i propri ruoli all'interno delle loro rispettive serie.
Ms. Marvel, composta da sei episodi, è stata prodotta dai Marvel Studios invece che dalla Marvel Television, che si era occupata delle serie televisive precedenti del franchise. Si riteneva che il presidente dei Marvel Studios Kevin Feige stesse assumendo un "ruolo pratico" nello sviluppo di ogni serie, concentrandosi sulla "continuità della storia" con i film e sul "trattamento" degli attori che avrebbero ripreso i loro ruoli dai film precedenti. La serie è stata annunciata ufficialmente al D23 Expo 2019. Nel settembre del 2016 il consulente creativo Joe Quesada dichiarò che i Marvel Studios avevano in programma di esplorare e coinvolgere il personaggio di Kamala Khan/Ms Marvel in qualche progetto, dato il rapido successo del personaggio e della sua popolarità nei fumetti. Nel maggio 2018 Feige aveva parlato dell'arrivo di Ms. Marvel nell'MCU, affermando che sarebbe stata introdotta in seguito all'uscita di Captain Marvel, la cui protagonista Brie Larson ha anche espresso il suo interesse nell'introdurre Khan nell'eventuale sequel del film. Alla serie ha lavorato anche Clifford Johnson, fisico teorico che aveva collaborato come consulente con la Marvel già con Avengers: Endgame. Il 18 settembre 2020 i Marvel Studios hanno ingaggiato Adil El Arbi e Bilall Fallah, Sharmeen Obaid-Chinoy e Meera Menon per dirigere alcuni episodi della serie tv.

### Sceneggiatura
Freddy Syborn è stato lo sceneggiatore della serie, mentre A. C. Bradley, capo-sceneggiatrice di What If...?, ha ricoperto il ruolo di produttrice consulente e sceneggiatrice.

### Promozione
Il 12 novembre 2021, durante il Disney+ Day, è stato pubblicato il teaser ufficiale della serie.

### Riprese
L'inizio delle riprese era previsto per aprile 2020, poi rinviato a seguito della pandemia di COVID-19, col titolo provvisorio Jersey. Le riprese sono poi cominciate a novembre dello stesso anno ad Atlanta. Il 5 marzo 2021 i registi El Arbi e Fallah hanno fatto sapere, tramite i loro social, di aver concluso la loro parte di riprese. Nello stesso periodo le riprese si sono spostate a Bangkok, dove si sono concluse ufficialmente l'11 maggio.

## Distribuzione
Il 15 marzo 2022 è stato pubblicato il primo trailer della serie. In Italia, le prime due puntate della serie sono uscite in anteprima a Catania, all'interno del Festival Internazionale del fumetto "Etna Comics", il 5 giugno 2022. La serie è successivamente stata distribuita nella piattaforma streaming Disney+ a partire dall'8 giugno 2022.

### Edizione italiana

#### Doppiaggio
Il doppiaggio italiano e la sonorizzazione della serie TV sono stati eseguiti dalla società Iyuno - SDI Group. La direzione e i dialoghi furono affidati a Daniele Giuliani e Carlotta Cosolo; con la consulenza di Massimiliano Di Meglio e la supervisione artistica di Lavinia Fenu.

## Riconoscimenti
Nel 2022 vince il prestigioso premio Harvey Awards come miglior adattamento di un fumetto in un altro media, in questo caso la serie tv trasmessa in streaming da Disney+. L'opera arriva a battere le altre opere tra cui alcune molto prestigiose quali il film The Batman di Matt Reeves, Paper Girls, serie televisiva trasmessa in streaming su Prime Video basata sull'omonimo fumetto Scritta da Brian K. Vaughan e disegnato da Cliff Chiang, pubblicato dalla Image Comics, Shang-Chi e la leggenda dei Dieci Anelli, film dei Marvel Studios Diretta da Destin Daniel Cretton e distribuito nel 2021.